# 甩开膀子干一场
“甩开膀子干一场”是中国山东省八位市委书记市长在2018年2月22日召开的新旧动能转换重大工程动员大会提出的政治口号，其全称是“甩开膀子干一场，山东一定能赶上”。同日，河北省唐山市召开推进高质量发展大会，日后各区委书记为贯彻会议精神的发言也出现了类似表态。